# Pallipalayam
Pallipalayam is een panchayatdorp in het district Namakkal van de Indiase staat Tamil Nadu. 

## Demografie
Volgens de Indiase volkstelling van 2001 wonen er 35.214 mensen in Pallipalayam, waarvan 51% mannelijk en 49% vrouwelijk is. De plaats heeft een alfabetiseringsgraad van 62%. 